# Rębieskie
Rębieskie [rɛmˈbjɛskʲɛ] est un village polonais de la gmina de Zduńska Wola dans le powiat de Zduńska Wola et dans la voïvodie de Łódź. Il se situe à environ 9 kilomètres au nord-ouest de Zduńska Wola et à 44 kilomètres à l'ouest de Łódź.